# Eleutherios Petrounias
Eleutherios Petrounias (in greco Ελευθέριος Πετρούνιας?), detto Leuterīs (in greco Λευτέρης?; Atene, 30 novembre 1990) è un ginnasta greco, campione olimpico di Rio de Janeiro 2016 agli anelli, specialità in cui è stato tre volte campione del mondo e otto volte campione europeo.